# Flandria generosa
Flandria generosa, aussi connu à l'origine et jusqu'au XVIIe siècle sous le nom Genealogia comitum Flandriae, est un manuscrit sur l'histoire du Comté de Flandre qui a probablement été compilé peu de temps après 1164 par un moine inconnu de l'abbaye de Saint Bertin à Saint-Omer (maintenant dans le département du Pas-de-Calais en France). Le nom actuel a été donné au XVIIe siècle par le moine Georges Galopin de l'abbaye de la ville de Saint-Ghislain (maintenant dans la province de Hainaut en Belgique). Il a été utilisé par les historiographes tout au long du Moyen Âge et longtemps après comme un ouvrage standard sur l'histoire du comté.
L'ouvrage est le premier document sur l'histoire de la Flandre et s'appuie sur d'anciennes généalogies des Xe, XIe et début du XIIe siècles. Il se compose principalement de données sur les comtes de Flandre. La généalogie de Flandria generosa commence en 792 avec l'histoire de Lydéric, comte de Harlebeke et se termine en 1164.
Le nom du manuscrit est également donné comme Flandria Generosa A, car les écrivains ultérieurs ont non seulement fréquemment copié la généalogie, mais l'ont également complétée, en partie à partir d'autres sources, jusqu'au XVIe siècle. Un tel manuscrit date de la fin du XIIe siècle (certaines sources disent d'avant 1193) ou du début du XIIIe siècle, et est distingué du premier par la dénomination Flandria Generosa B.
Flandria generosa C se poursuit jusqu'en 1423. Ce texte est la base des traductions éditées en néerlandais (y compris Excellent Cronike van Vlaenderen, avec un ajout jusqu'à 1482). L'historien flamand Olivarius Vredius (1596-1652) s' en est servit comme base de son ouvrage Genealogia Comitum Flandriae a Balduino Ferreo usque ad Philippum IV Hisp. Regem drie delen, paru en 1642 ou 1643.

## Sources
- Geneologia Comitum Flandriae, dans L.C. Bethmann, 1861. Monumenta Germaniae Historica Scriptores, partie 9, p. 305-312 (source numérisée).
- Chronicon Hanoniense, kroniek van Henegouwen uit 1196 door Giselbrecht van Bergen (lien).
- Genealogia Ducum Brabantiae (Chronique du Brabant au 12e siècle), dans I. Heller, Monumenta Germaniae Historica Scriptores, partie 25, pp. 385–413 (lien).
- Chronicon Egmundanum, Egmondse kroniek (chronique de la Hollande vers 1270)
- Georges Galopin dans Georges Colvenier (reds.), 1643. Flandria Generosa seu Compendiosa series Genealogiae comitum Flandriae, Montibus, Ex typographia Waudraei filii (Google books) (source de 1781).
- Joseph Jean De Smet (red.), 1837. Chronicon Comitum Flandrensium - Corpus chronicorum Flandriae - Recueil des chroniques de Flandre (Google books), I, Bruxelles, Hayez, pp. 34-257.